# Beata Juringius
Beata Maria Juringius, född 16 juli 1818 i Dagsbergs församling, Östergötlands län, död 25 december 1900 i Sankt Nikolai församling, Stockholms stad, var en svensk konsertsångerska. 

## Biografi
Juringius var dotter till en musikaliskt ämbetsman, assessor Johan Paul Juringius (1782–1853), vilken bland annat tonsatt Esaias Tegnérs "Skaldens morgonpsalm", och Christina Theodora Jungbeck. 
Hon studerade för Giuseppe Siboni i Köpenhamn och för Michele Giuliani i Paris. 
Juringius var internationellt berömd och uppträdde i Paris, Berlin, Köpenhamn och London. Stockholm framträdde hon bland annat 1857 och 1865. Hon turnerade också med många konserter på den svenska landsbygden, några tillsammans med sin far samt ackompanjerad av pianisten Otto Daniel Winge.